# NBC體育集團
NBC體育集團（英語：NBC Sports Group）是NBC環球媒體集團旗下的一個事業部，其主要負責NBC體育相關的體育產業，這包括NBC電視網的體育內容以及集團轄下體育相關的有線電視聯播網和其他產業（例如NBC體育電台等）的日常運營。

## 部門歷史
NBC體育集團的前身為“康卡斯特體育集團（Comcast Sports Group）”，該部門主要負責康卡斯特旗下的體育專業頻道“高爾夫頻道”和有線電視聯播網“對抗”，以及地區體育電視網連鎖經營部門康卡斯特體育網。2011年2月，康卡斯特完成了對NBC環球集團的多數股權收購。隨後康卡斯特就宣佈了未來將高爾夫頻道、對抗電視網及康卡斯特體育網與NBC電視網現有部門NBC體育的合併計劃，新部門將命名為“NBC體育集團”。

## 部門架構

### 現有資產

#### 電視廣播事業
- NBC體育
  - USA電視網NBC體育（英语：NBC Sports on USA Network）
  - CNBC NBC體育

- 高爾夫頻道

- NBC體育地區電視網（英语：NBC Sports Regional Networks）

- 世界電視體育台（英语：Telemundo Deportes）

#### 數字媒體事業
- 組織者媒體（Playmaker Media）[2]

- NBC體育次世代（NBC Sports Next）
  - 博彩、遊戲及新興媒體事業部
    - NBC體育音頻（NBC Sports Audio）
    - NBC體育邊緣（英语：NBC Sports Edge）

  - 高爾夫事業部
    - 即刻高爾夫（英语：GolfNow）
    - 高爾夫門票（GolfPass）
    - 高爾夫輕鬆連接（EZLinks Golf）

  - 青少年與娛樂事業部
    - 體育引擎（SportsEngine）
    - 前進運動（GoMotion）
    - 統一團隊（TeamUnify）
    - 巡回賽機器（TourneyMachine）

##### NBC體育投資
- NBC體育電台（英语：NBC Sports Radio）

- 動作體育聯盟（ / ）：負責銳步斯巴達障礙賽（英语：Spartan Race）、盧卡斯機油專業摩托車越野錦標賽（Lucas Oil Pro Motocross）和紅牛簽名系列賽（Red Bull Signature Series）等運動賽事的轉播。

#### 其他事業
- 棒球大聯盟電視網（英语：MLB Network）（佔股5.44%）
- 國家冰球聯盟電視網（英语：NHL Network (American TV channel)）（佔股15.6%）

### 曾有資產
- NBCSN

- 奧林匹克頻道（英语：Olympic Channel (American TV channel)）

## 外部連接
- 官方网站（英文）
- NBC體育的X（前Twitter）
- NBC體育的Instagram帳戶
- NBC體育的Facebook專頁